# 次仁拉姆
次仁拉姆（1926年9月4日—），女，藏族，西藏隆子人，中华人民共和国政治人物，曾任西藏自治区人大常委会副主任，第五届全国人大代表。

## 生平
贵族门仲家在乃东宗桑嘎谿卡的朗生。曾任闻名全国的“穷棒子互助组”组长、乃东县人大常委会副主任。